# Breckerfeld
Breckerfeld è una città di 8 915 abitanti della Renania Settentrionale-Vestfalia, in Germania.
Appartiene al distretto governativo (Regierungsbezirk) di Arnsberg e al circondario (Kreis) dell'Ennepe-Ruhr (targa EN).